# غيشر
غشر (بالألمانية: Gescher) هي بلدة ألمانية تقع في ألمانيا في بوركن.  يقدر عدد سكانها بـ 17,128 نسمة .

## معرض صور

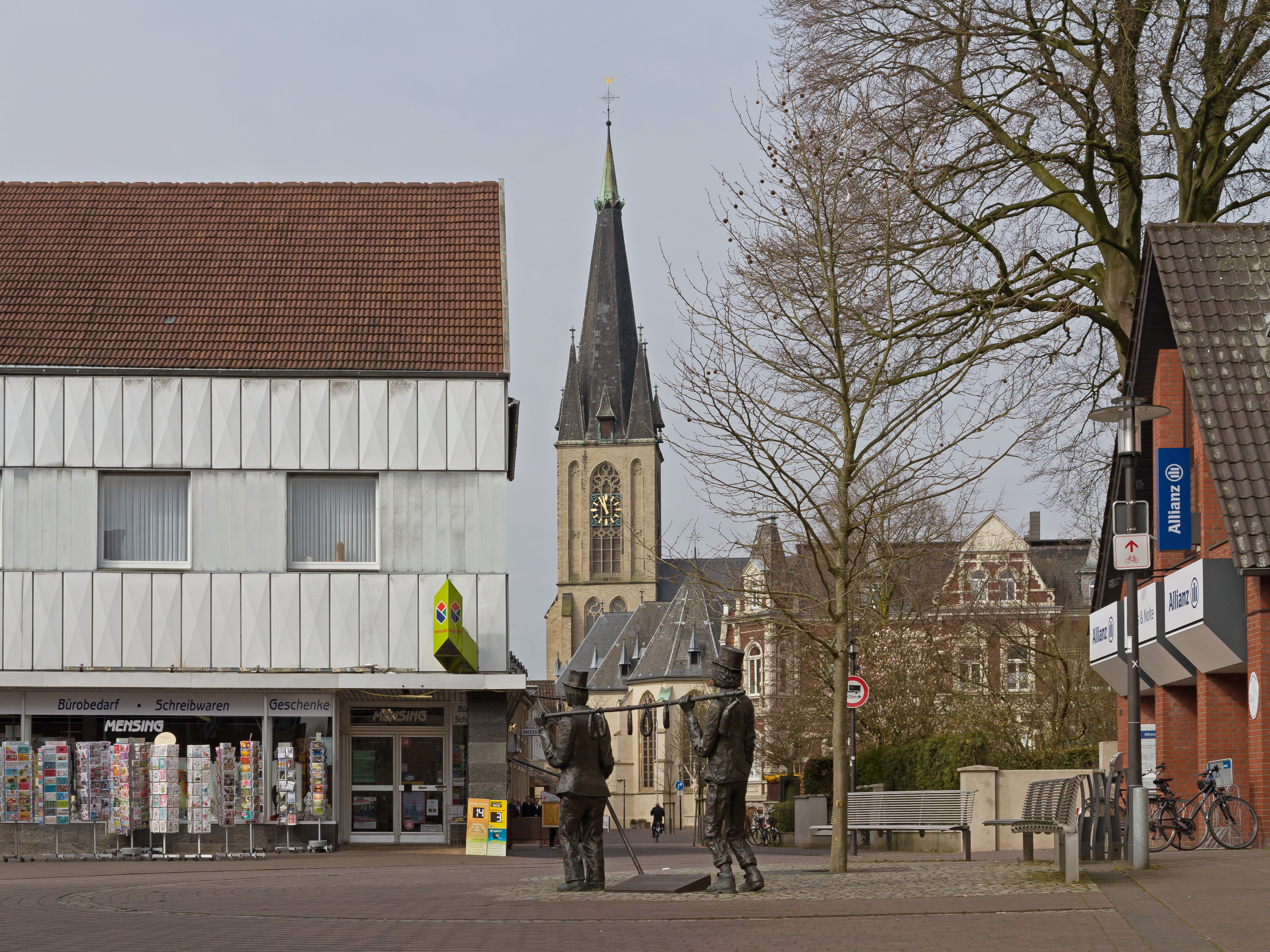
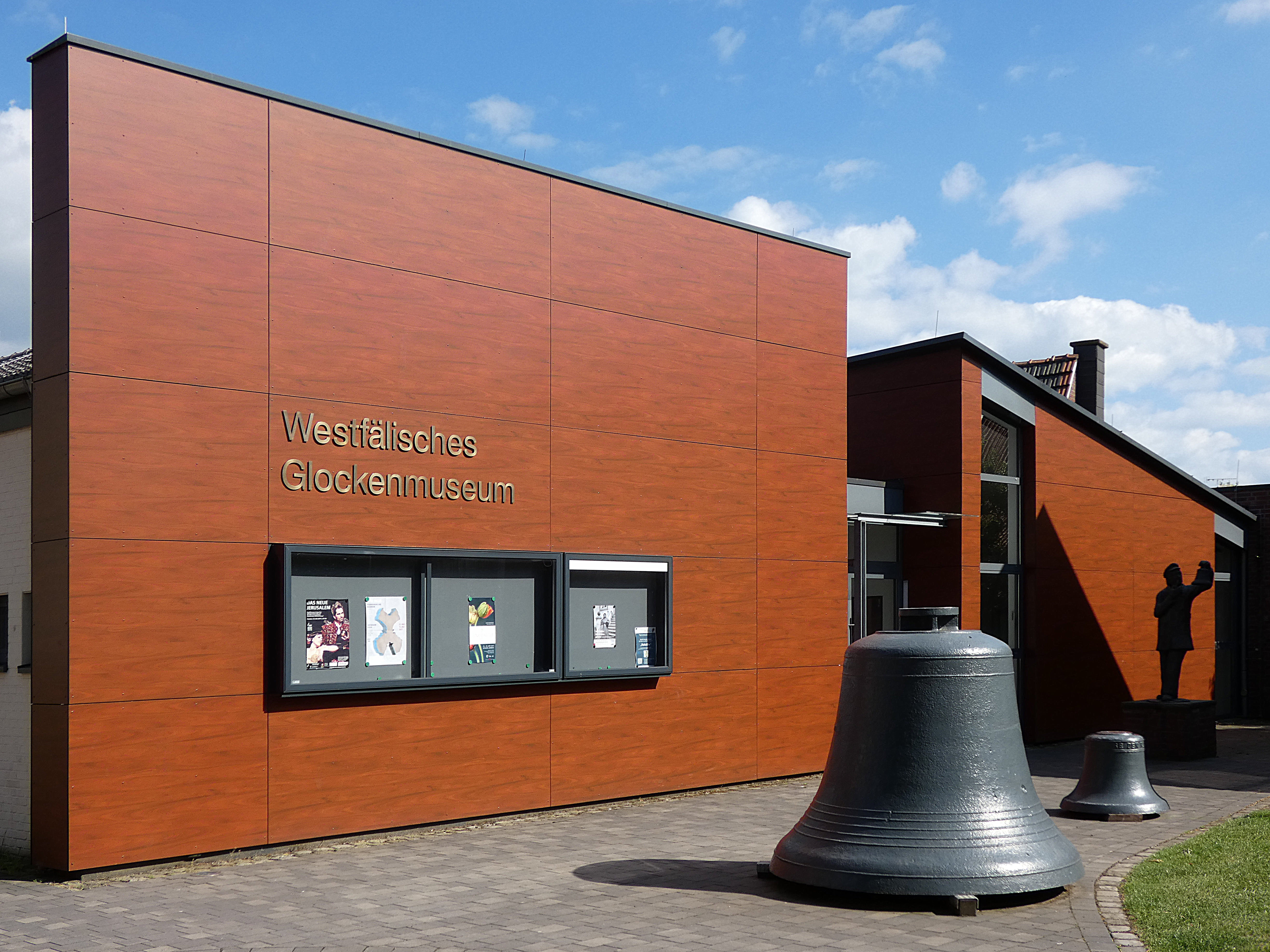
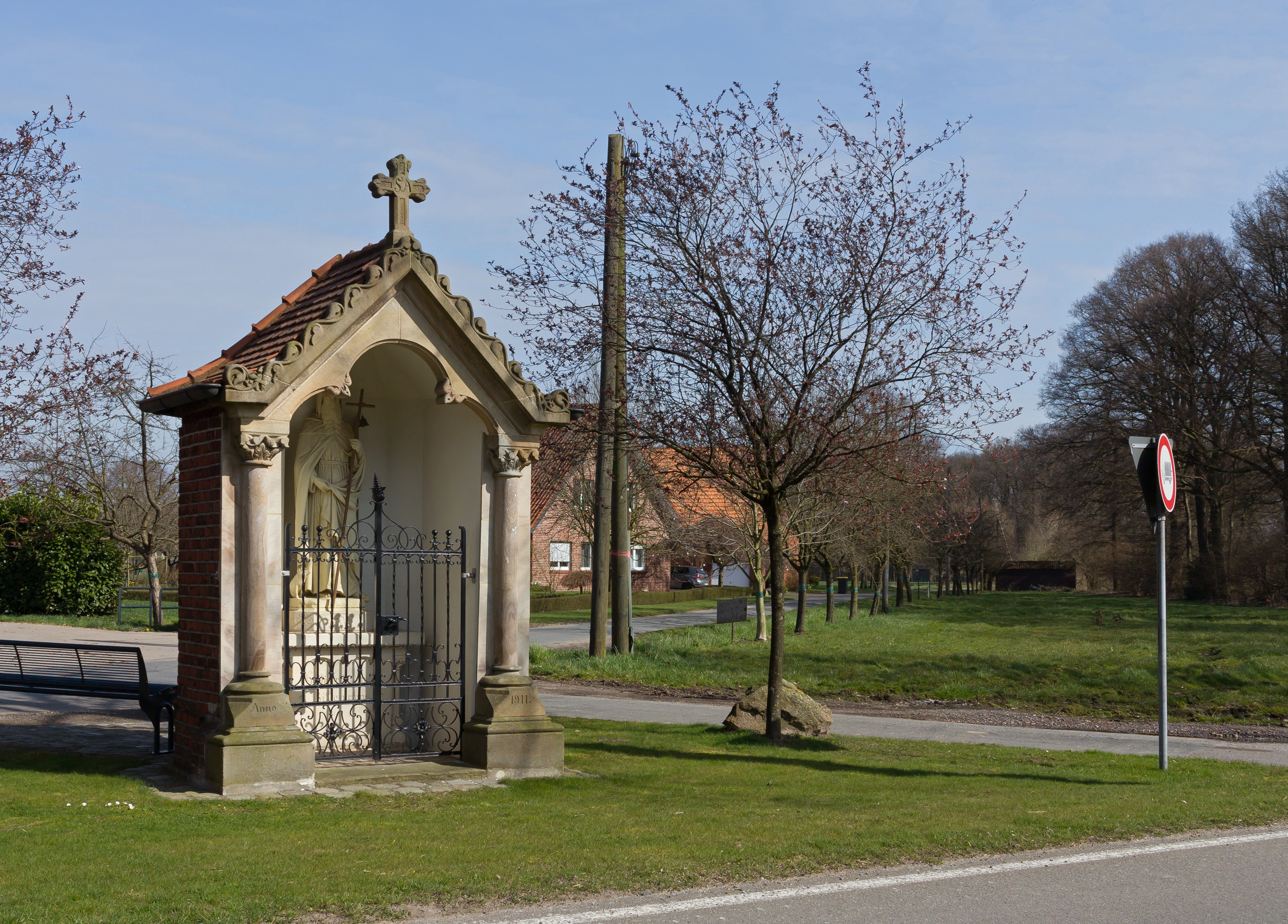
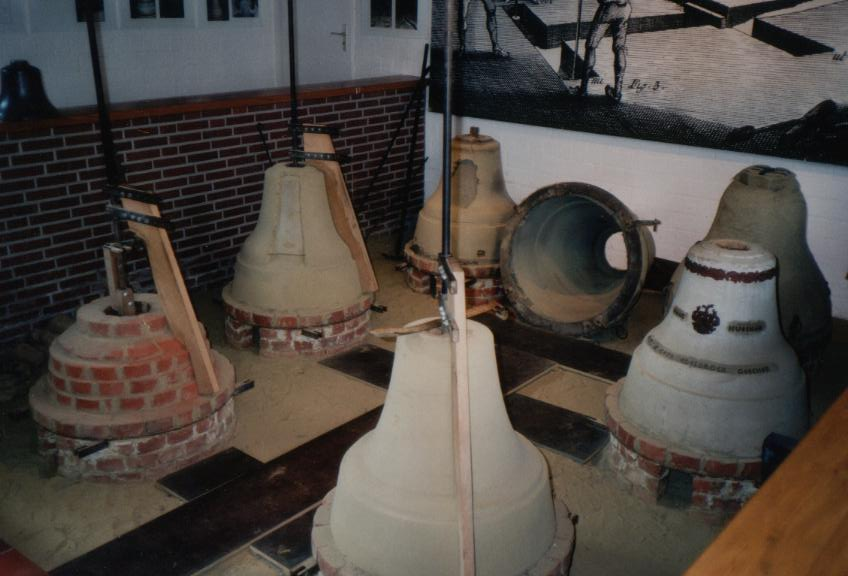